# Chapelle Saint-Jean-l'Évangéliste, Saint-Jean-Baptiste et des Quarante-Martyrs des Confins
La chapelle Saint-Jean-l'Évangéliste, Saint-Jean-Baptiste et des Quarante-Martyrs des Confins, dite aussi chapelle des Confins, est une chapelle catholique française, située dans le département de la Haute-Savoie, au-dessus du Lac des Confins, à 1 408 m d'altitude, sur la commune de La Clusaz.

## Historique
La chapelle a été construite à partir de 1833, car cette année là, eu lieu une terrible gelée qui détruisit toutes les récoltes de La Clusaz,. Pour conjurer ce fléau et afin qu'il ne se reproduise plus, les habitants décidèrent de bâtir une nouvelle chapelle. 
Sur les recommandations de l'abbé Pollet, la chapelle est dédiée à saint Jean l’Evangéliste, saint Jean-Baptiste et aux Quarante martyrs de Sébaste : un thème rare en Savoie, généralement plus commun dans les églises d'Orient,, et qui dresse un parallèle entre les martyrs condamnés à mourir de faim et la famine qui a touché la commune.  

## Description
L'inscription « 1833 » est gravée au-dessus de la porte.
La chapelle contient un tableau qui illustre le martyre des quarante soldats romains chrétiens, présentés comme des spectres blafards, cernés par leurs bourreaux.

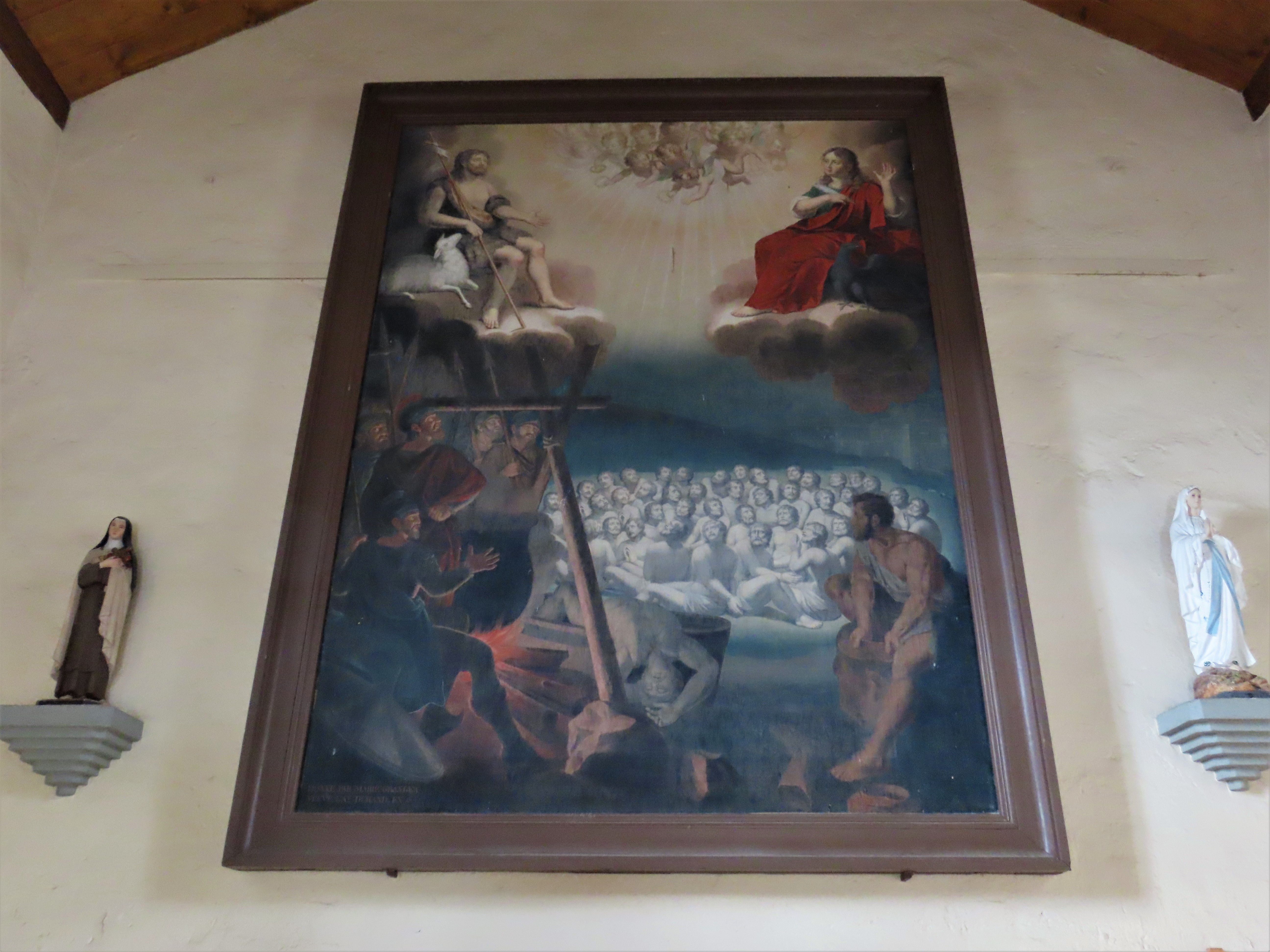
Le tableau des quarante martyrs de Sébaste au-dessus de l'autel.